# Nederlandse keuken
De Nederlandse keuken is met name geïnspireerd door het landbouwverleden van Nederland. Alhoewel de keuken per streek kan verschillen en er regionale specialiteiten bestaan, zijn er voor Nederland typisch geachte gerechten. Nederlandse gerechten zijn vaak relatief eenvoudig en voedzaam, zoals pap, Goudse kaas, pannenkoek, snert en stamppot. De Nederlandse keuken is beïnvloed door andere keukens, door die van Aziatische, Arabische en Europese landen en die van voormalige kolonies.
Nederlanders ontbijten traditioneel met brood of pap en lunchen doorgaans met brood. De meeste Nederlanders eten eenmaal per dag een warme maaltijd, rond 18.00 uur.

## De traditionele Nederlandse warme maaltijd

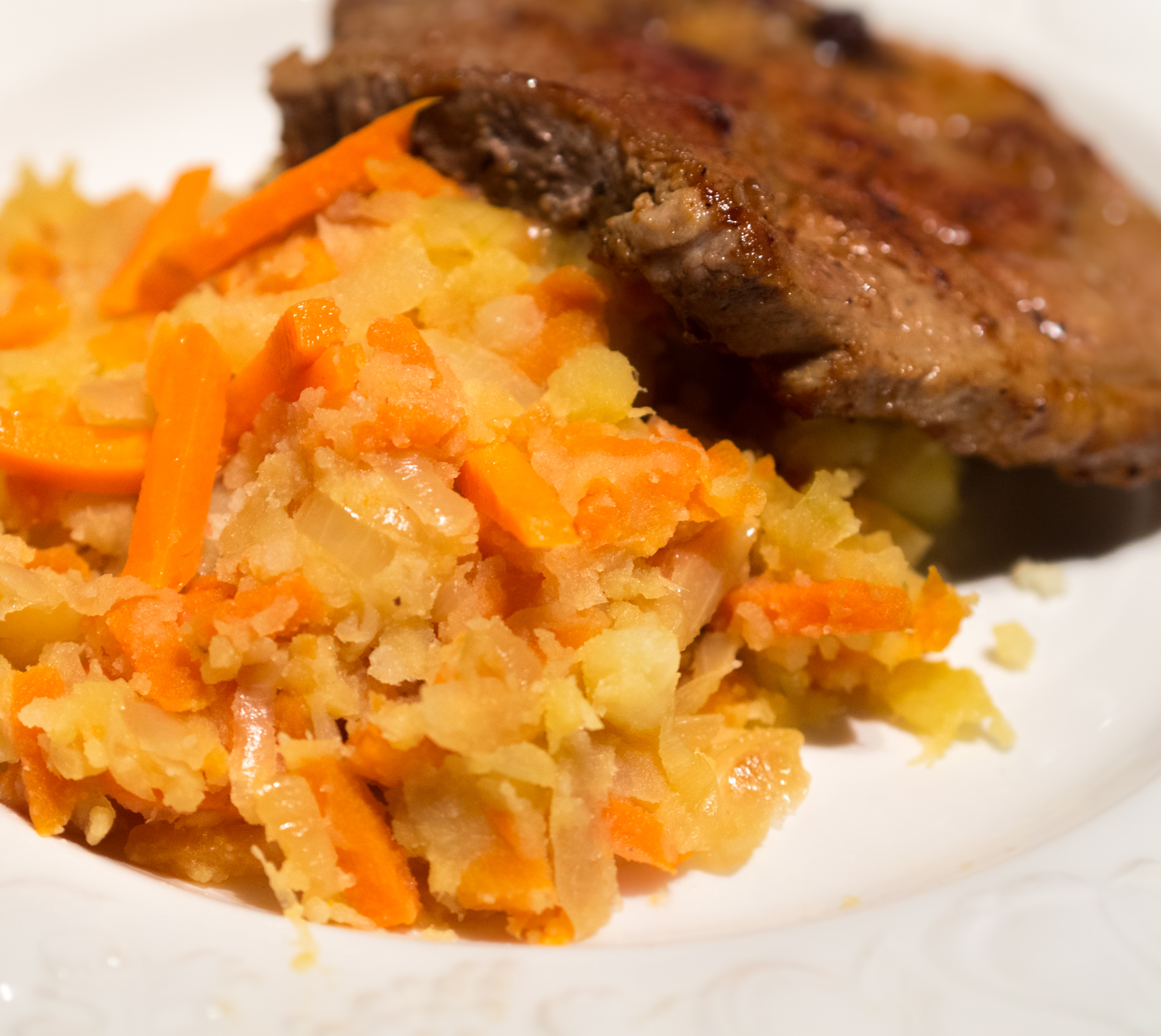
Hutspot

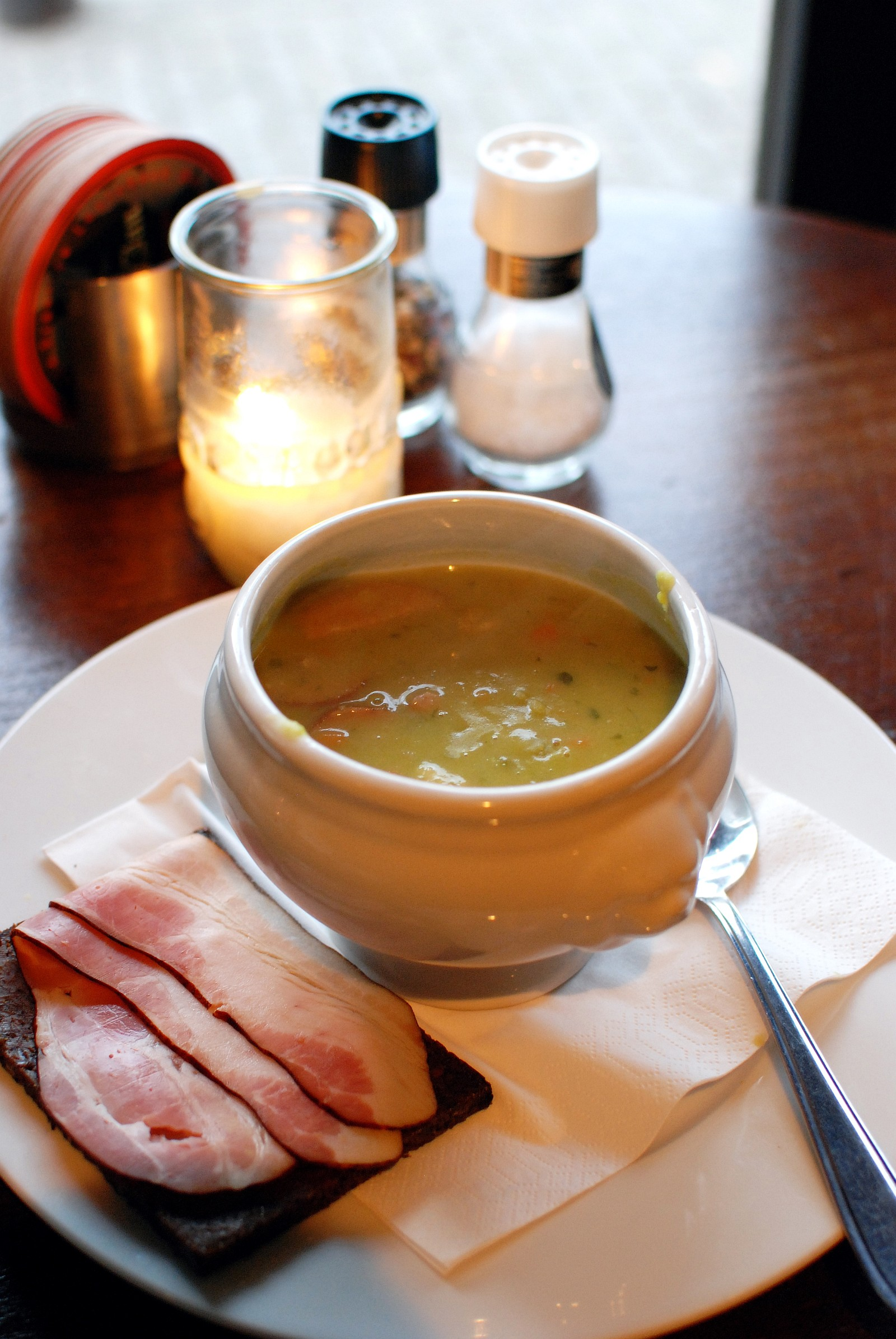
Erwtensoep (snert) met roggebrood en katenspek

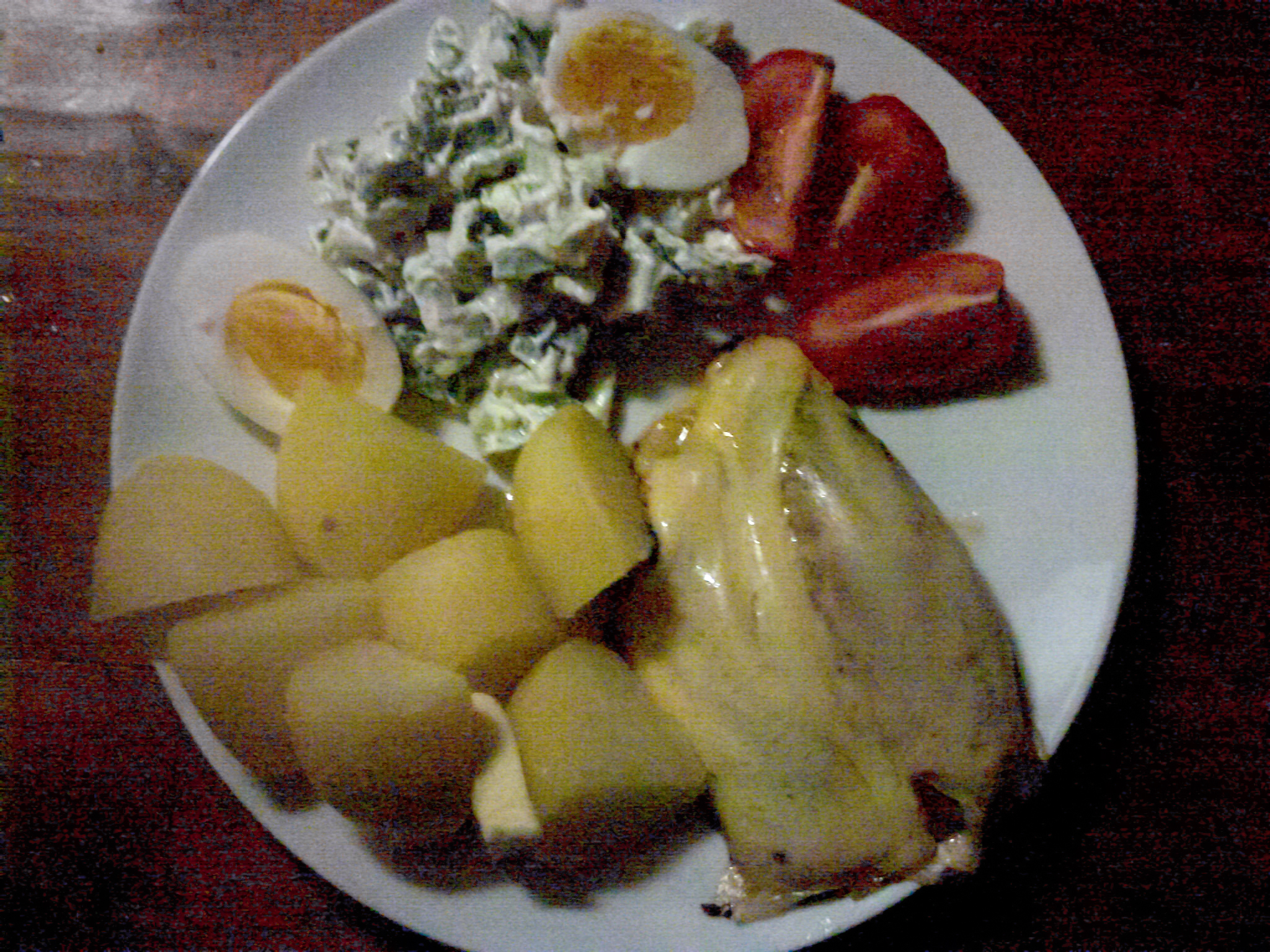
Witlof met kaas

Eeuwenlang werd de warme maaltijd in Nederland 's middags gebruikt: 's avonds at men voor bedtijd dan nog een bord pap als de papklok luidde. Ook in de afgelopen eeuw gaven scholen en bedrijven nog de gelegenheid voor een warme maaltijd tussen de middag. Sommige bedrijven houden anno 2021 vast aan deze traditie, maar voor veel instellingen en beroepsgroepen geldt dit niet meer. De warme maaltijd is voor velen een avondmaaltijd.
Basisingrediënten van de traditionele avondgerechten zijn aardappelen, groenten en, indien betaalbaar, vlees. Soms worden deze samen verwerkt en bereid in de vorm van een in Nederland veel gegeten gerecht, de stamppot. Populaire varianten zijn zuurkoolstamppot met rookworst en stamppot boerenkool of hutspot met verse worst of spek. Al dan niet als stamppot, heeft de combinatie aardappel, groente, (vlees of spek) bij veel Nederlanders lange tijd zeker enkele malen per week op tafel gestaan. Andere traditionele hoofdgerechten zijn erwtensoep, bruine bonensoep, en pannenkoeken. Vis als kabeljauw en schol wordt van oudsher op vrijdag gegeten. De warme maaltijd wordt soms voorafgegaan door soep en vaak afgesloten met een eenvoudig zuivelproduct als yoghurt.

### Voorgerecht en soep
In de meeste huishoudens wordt soep alleen bij bijzondere gelegenheden als voorgerecht gegeten. Naast lichtere, heldere soepen kent de Nederlandse keuken maaltijdsoepen, die vooral in de winter gegeten worden. Typisch Nederlands is het gebruik van vermicelli in soep als die te dun werd gevonden. Bij maaltijdsoepen gebruikt men toevoegingen om de stevigheid te vergroten zoals bonen, aardappelen of knollen. Van de meest populaire maaltijdsoep, erwtensoep of snert, een dikke soep van erwten, bestaan verschillende varianten, zoals met varkens- en/of schapenvlees, aardappel, selderij, ui, prei en worst. Erwtensoep wordt vaak geserveerd met donker roggebrood met roomboter en katenspek. In bruine bonensoep, die qua samenstelling lijkt op erwtensoep, zijn de erwten vervangen door bruine bonen. Bruine bonensoep wordt meestal minder gebonden dan erwtensoep. Daarnaast bestaan regionale varianten zoals humkessoep, een licht gebonden maaltijdsoep met aardappelen, sperziebonen en witte bonen.

### Hoofdgerecht

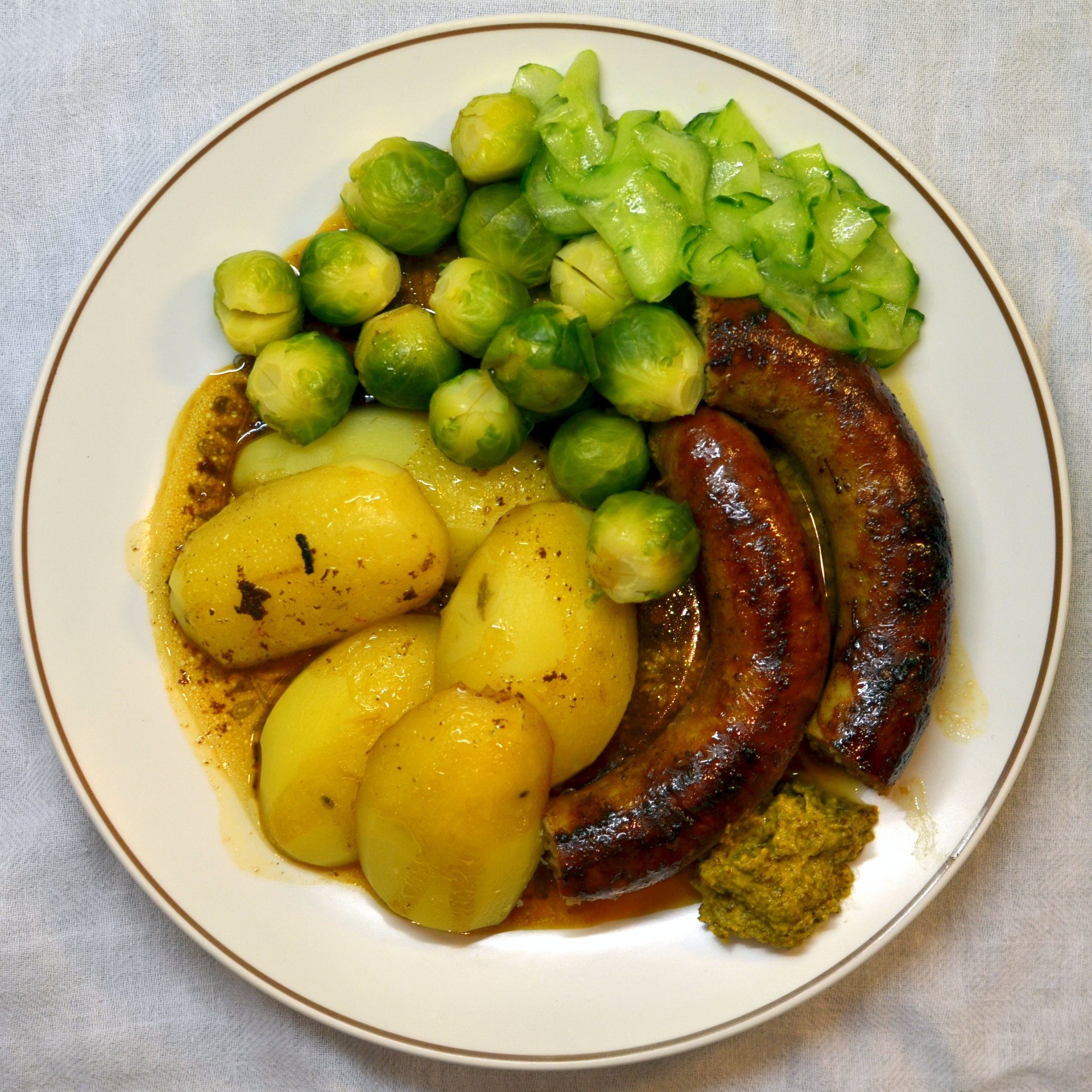
Nederlandse warme maaltijd

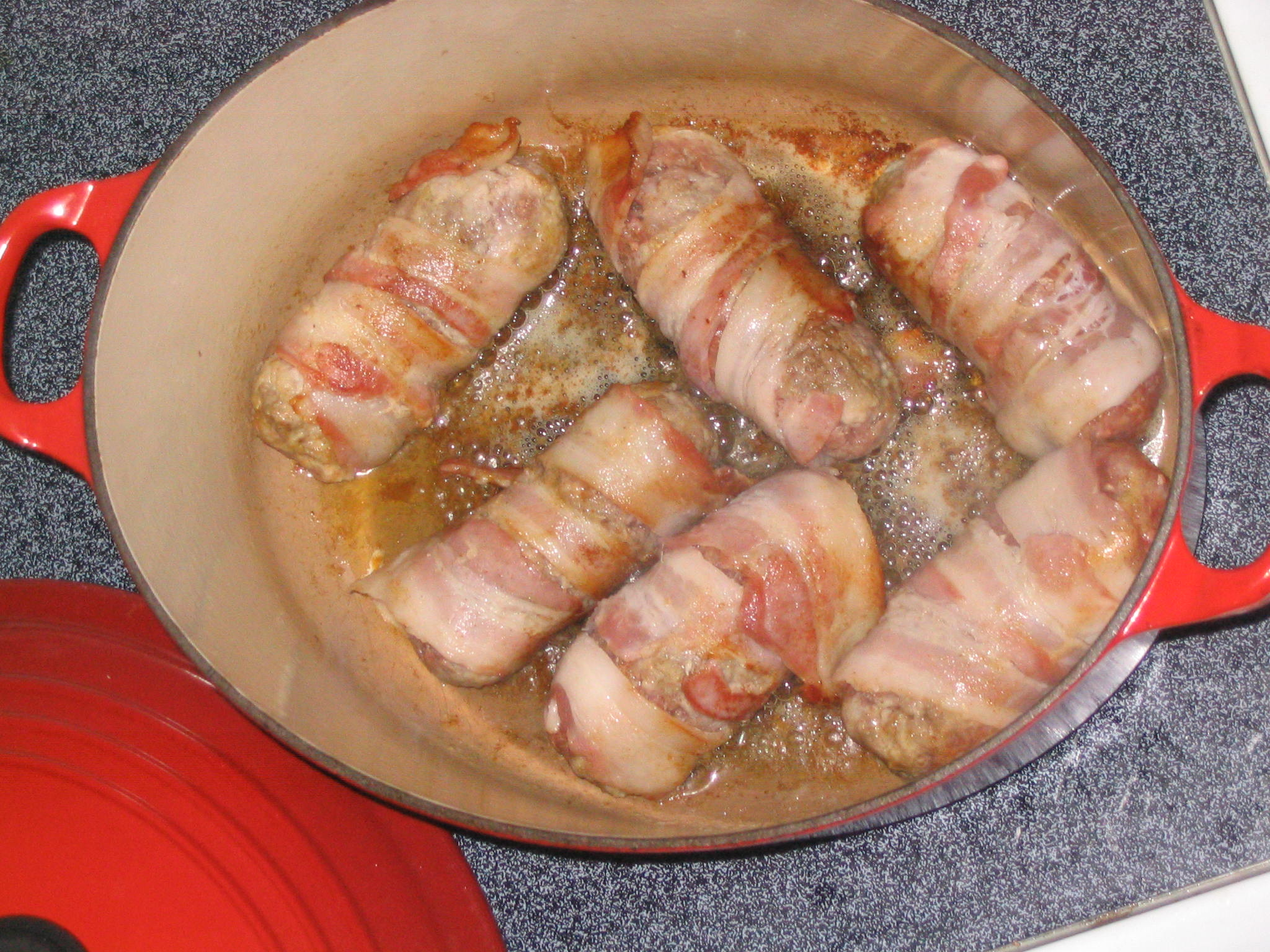
Zes slavinken, gebakken en klaar om te smoren

De hier beschreven hoofdgerechten, met name stamppotten, papsoorten, aardappelen, bonen, roggebrood en pannenkoek, werden lange tijd algemeen gegeten in Nederlandse gezinnen. In de loop van de twintigste eeuw kwam er meer variatie, met name door de gestegen welvaart en de kennismaking met buitenlandse keukens. Voedingsadviezen zoals de Schijf van Vijf leidden er toe dat men minder verzadigd vet en minder calorieën ging gebruiken. Het aandeel van vis en vlees nam na een jarenlange sterke groei iets af terwijl het gebruik van veelal uit soja of granen gemaakte vleesvervangers na 2000 toenam.
Het hoofdgerecht bestond in veel huishoudens in de twintigste eeuw uit aardappelen, groenten en vlees. Daarbinnen was veel variatie. Wat betreft aardappelen is er een groot aanbod aan rassen zoals bintje en Doré. De aardappels worden gekookt, gestampt, gepureerd, gebakken of gefrituurd, en slechts op smaak gebracht met wat zout. Ook de variatie aan groenten is groot, zoals diverse koolsoorten, andijvie, spinazie, bonen, witlof, rode bieten, spruiten en erwten. Groenten worden over het algemeen in water met zout gekookt en direct uit de pan opgediend. Sommige soorten groenten, zoals bloemkool, koolraap en andijvie, worden vaak met een "papje" gegeten, gemaakt van melk en maizena, of een luxere versie van roomboter, melk en bloem. Groenten en aardappelen worden overgoten met jus, het met water aangemaakte of eventueel met wat maizena gebonden braadvocht van vlees, soms met aangemaakt kookvocht van de groente. Als er geen jus of saus is, gebruikt men in plaats daarvan wel een klontje boter of margarine. Stamppotten bestaan uit een combinatie van aardappelen en een rauwe of zacht gekookte groente zoals andijvie, boerenkool of zuurkool. Sommige traditionele stamppotten zoals hutspot bestaan uit meerdere groenten. Aardappels worden in Nederland ook verwerkt in ovenschotels.
Populaire vleessoorten zijn rundvlees, varkensvlees en kip, in veel mindere mate paardenvlees en schapenvlees. Vlees wordt gekookt, gebakken of geroosterd. Geliefde vleesgerechten in Nederland zijn biefstuk en karbonade. Met name in de oostelijke grensgebieden zoals de Achterhoek is ook de van oorsprong Oostenrijkse schnitzel populair. Sommige taaiere (en goedkopere) vleesgedeeltes worden langdurig gestoofd en als "draadjesvlees" gegeten. Gemalen vlees is eveneens populair en wordt gegeten als verse worst of gehaktbal. De woensdag is van oudsher gehaktdag: de slager slachtte de nieuwe dieren op maandag, en op dinsdag werd het vlees uitgebeend en verwerkt. De restjes werden door de gehaktmolen tot gehakt gedraaid. Het gehakt, meestal rundergehakt of half-om-half (half varken, half rund) wordt in ballen gedraaid en gaar gebraden. Stamppotten, zoals zuurkoolstamppot, worden gegeten met rookworst, verse worst of spek. Afhankelijk van de regio en het jaargetijde eet men in Nederland ook wildgerechten, waaronder hazenpeper.
Populaire vissoorten bij de warme maaltijd zijn naast kabeljauw en schol, zalm, en vroeger ook paling. Vaak werd bij vis wortelen en gekookte aardappelen gegeten, soms bestrooid met wat peterselie. In plaats van jus kwam er gesmolten boter bij.
Salades worden soms als bijgerecht gegeten, bijvoorbeeld bestaande uit kropsla, aangemaakt met olie en azijn en zout, soms ook met een lepeltje suiker of een fijngesneden uitje en gekookt ei. Komkommer en tomaat worden ook rauw gegeten.

### Nagerecht

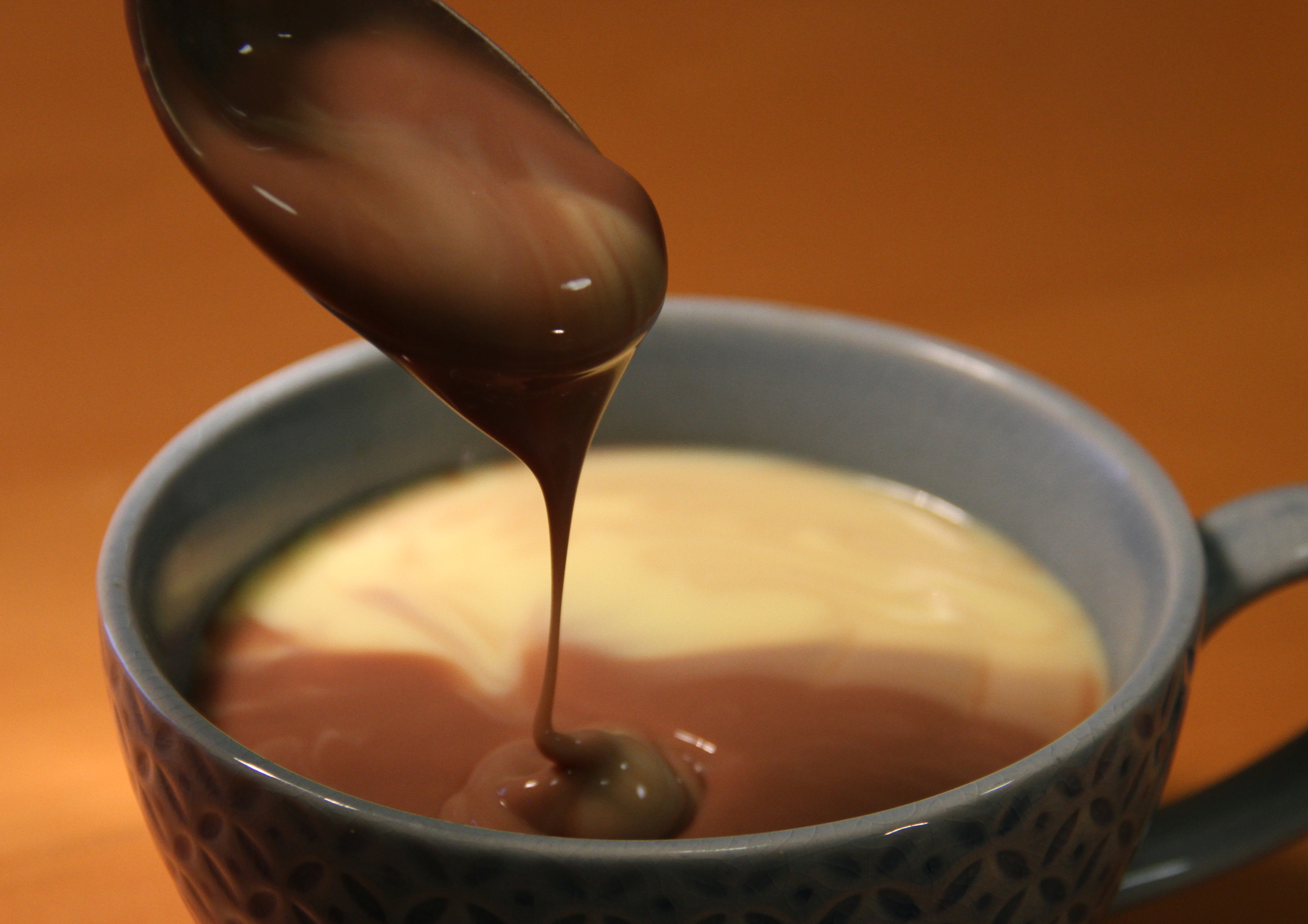
Vla

Als nagerecht wordt veelal yoghurt, pap, pudding of vla genuttigd, alles gemaakt op basis van zuivel.

## Ontbijt en lunch

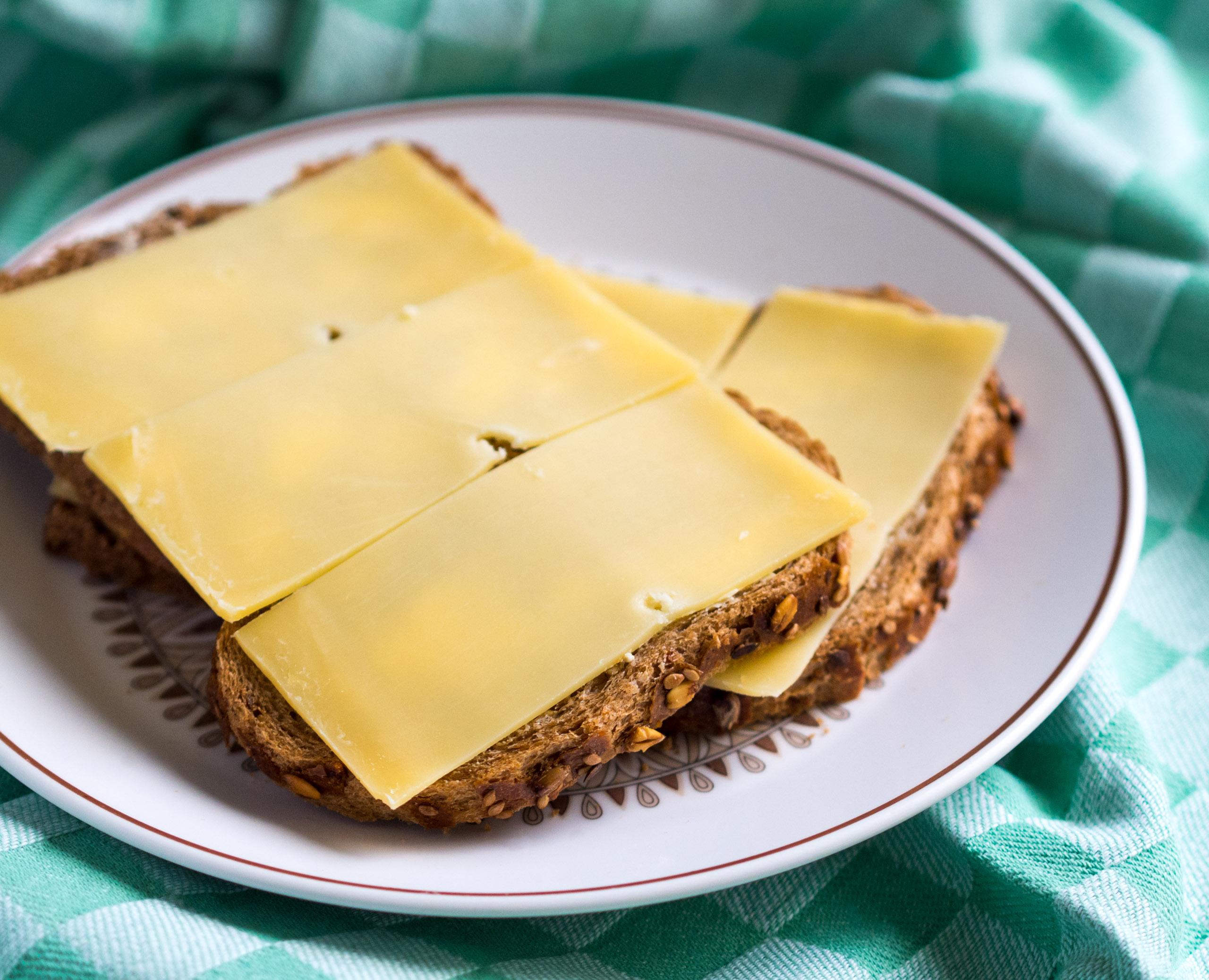
Een boterham met oude kaas

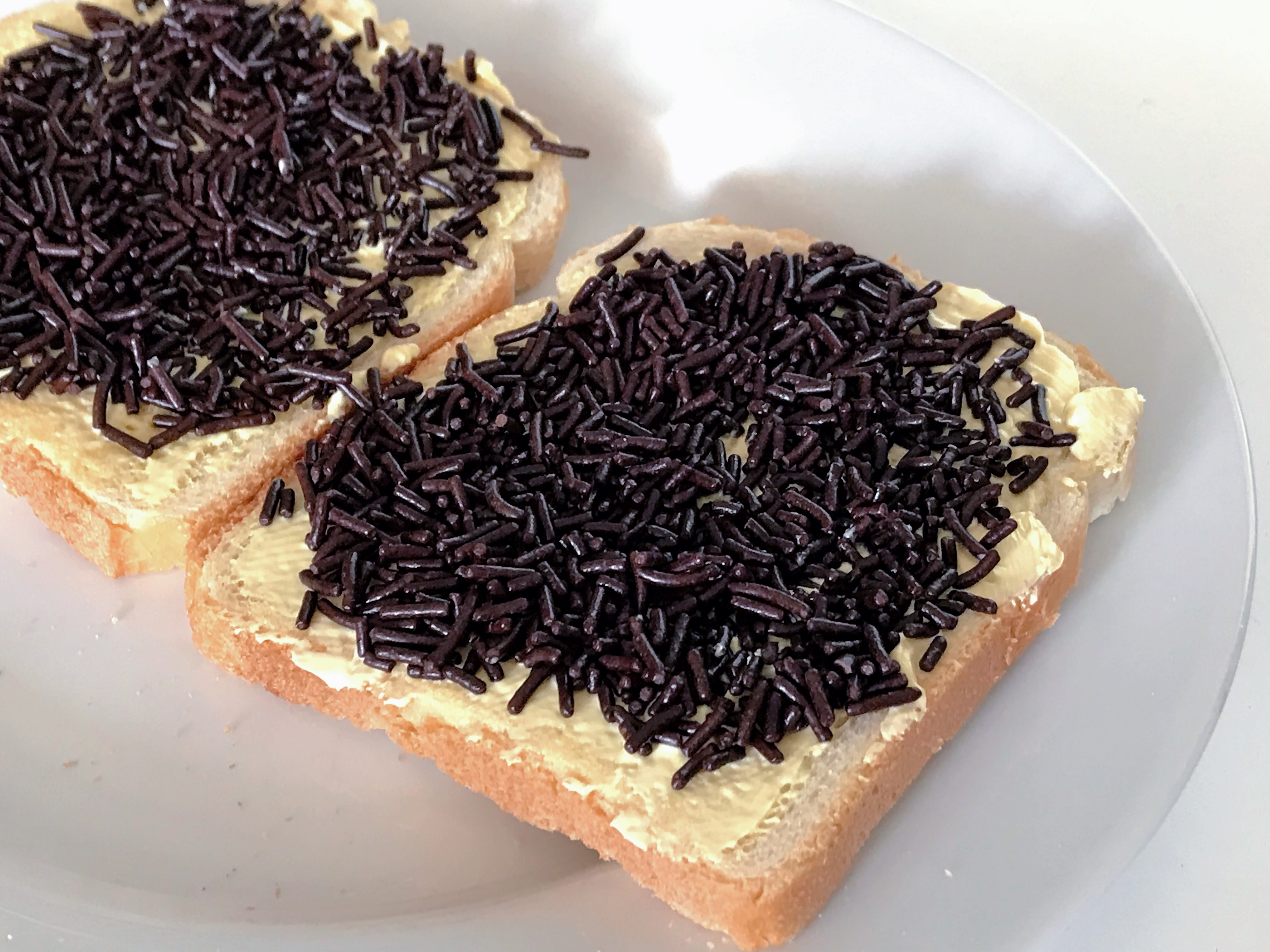
Boterhammen met hagelslag

Het traditionele ontbijt in de Nederlandse keuken bestaat meestal uit brood of pap. Het brood, in de varianten bruin, wit of volkoren, wordt in plakken gesneden. Variaties voor tarwebrood zijn beschuit, ontbijtkoek en roggebrood. Het brood kan worden belegd met boter of margarine, kaas, vleeswaren (bijvoorbeeld ossenworst, hoofdkaas en filet americain) of ander broodbeleg zoals jam, pindakaas, chocoladevlokken of hagelslag. Naast of in plaats van brood wordt ook pap van graanvlokken, muesli of cornflakes met yoghurt of melk gegeten.
De Nederlandse keuken staat bekend om zijn gele kaas, die al voor de christelijke jaartelling werd gemaakt. Er zijn veel varianten, zoals Goudse kaas, Edammer kaas, Friese nagelkaas en Leidse kaas. Nederlandse boter en kaas zijn tot op de dag van vandaag beroemde producten.
Ook bij de lunch staat meestal brood met een keuze uit velerlei beleg op het menu, soms vergezeld van soep, salade of gebakken ei, bijvoorbeeld in de vorm van een uitsmijter. Fruit is een veel gebruikt bijgerecht. Alcohol bij de lunch is zeldzaam en in bedrijfskantines is het schenken van alcoholhoudende dranken ongebruikelijk.

## Dranken
Veel Nederlanders drinken koffie en thee bij het ontbijt, maar ook tussen de maaltijden door. Koffie wordt meestal tussen tien en elf uur gedronken, terwijl er rond vier uur thee geserveerd wordt. Melk of karnemelk wordt eveneens vaak bij ontbijt en lunch gedronken. Bij het diner worden soms alcoholhoudende dranken als bier en wijn gedronken. Kinderen dronken in de twintigste eeuw veel koemelk op basis van naoorlogse adviezen zoals de op de basisschool verstrekte 'schoolmelk' totdat het Voedingscentrum minder melk ging propageren.
Traditionele sterke alcoholische dranken waren jenever en korenwijn. Bij dames was het citroentje met suiker en het advocaatje populair. Voor speciale gelegenheden waren er dranken als oranjebitter.

## Versnaperingen

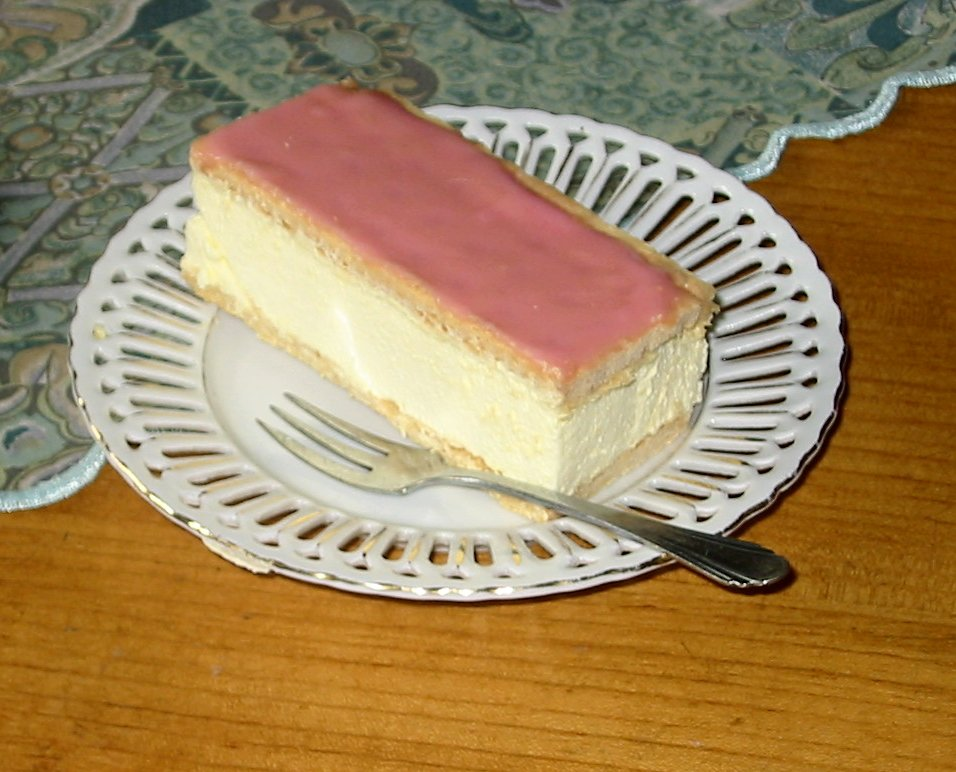
Een roze tompoes

Traditioneel zelfgemaakt gebak beperkt zich bij de meeste gezinnen tot cake, zandkoekjes en appeltaart. Daarnaast is gebak te koop bij banketbakkers en supermarkten. Populair zijn gebaksoorten zoals slagroomtaart en tompoes, naast regionale producten als de vlaai.
Op Oudejaarsavond wordt massaal oliebollen gegeten, terwijl op veel plaatsen, zoals markten stroopwafels worden aangeboden, soms ook poffertjes. Drop behoort tot de favoriete snoepjes. Het koningshuis inspireerde geregeld tot oranje producten zoals tompoes met oranje glazuur.
Populaire hartige versnaperingen in Nederland zijn onder andere bitterballen en frites.

## Restaurants en snackbars
Favoriet werd na 1950 het Chinees-Indisch restaurant. Na ca. 1970 verbrede dat aanbod zich enigszins. Daarnaast wordt eten afgehaald bij snackbars, waar allerlei typische gefrituurde snacks, zoals kroketten, frikandellen en frites (met mayonaise) wordt verkocht. Ook gebakken vis, zoals de lekkerbek, kibbeling en de zoute haring (in juni de verse vangst, Hollandse nieuwe), verkocht bij viskramen, zijn voorbeelden van straatvoedsel. Aan het eind van de 20e eeuw voegden zich hierbij talloze fastfoodrestaurants en andere buitenlandse, waaronder Italiaanse, Indiase en Mexicaanse, eetgelegenheden.